# Lil Debbie
Jordan Capozzi (Oakland, Kalifornija, SAD, 2. veljače 1990.), bolje poznata po svom umjetničkom imenu Lil Debbie je američka reperica, spisateljica tekstova i model. Trenutno živi u Los Angelesu, Kaliforniji. Glazbenu karijeru započela je 2010. godine, gostujući i pojavljivajući se na pjesmama drugih izvođača. Prvi miksani album Keep It Lit objavila je u srpnju 2012. godine.

## Diskografija
- Keep It Lit (2012.)

## Vanjske poveznice
- Službena stranica